# Domenico Solino
1. RINVIA Domenico Selino